# Tamantit
Tamantit es un municipio de la provincia o vilayato de Adrar en Argelia. En agosto de 2011 tenía una población censada de 9481 habitantes.
Se encuentra ubicado al suroeste del país, en el desierto del Sahara.